# 7740 Petit
7740 Petit è un asteroide della fascia principale. Scoperto nel 1983, presenta un'orbita caratterizzata da un semiasse maggiore pari a 2,3695118 UA e da un'eccentricità di 0,1151359, inclinata di 7,21585° rispetto all'eclittica.